# 파비우 아기아르 다 시우바
파비우 아기아르 다 시우바(포르투갈어: Fábio Aguiar da Silva, 1989년 2월 28일 ~ )는 파비우로 불리는 브라질의 축구 선수로, 포지션은 수비수이다.

## 축구인 경력

### 선수 경력
2009년 티그레스 도 브라실에서 처음으로 데뷔하였다. 2010년까지 2년동안 8경기밖에 출전하지 못하였고, 2011년부터 2012년까지 두 덱 콕 시아스로 이적하여 13경기출전 1골을 기록하였다. 2012년 지쿠에펜스로 이적하였다.
그후 SC 사가미하라로 임대하여 처음으로 일본 무대에 발을 디뎠으나 오직 5경기 1골만을 기록하였다. 2013년 요코하마 F. 마리노스로 임대하여 14경기 1골을 기록하였다.
2014년 2014 시즌을 앞두고 일본 J리그의 요코하마 F. 마리노스로 이적하며 11경기에 출전하였다.